# Paul Meurisse
Paul Gustave Pierre Meurisse (* 21. Dezember 1912 in Dünkirchen, Nord-Pas-de-Calais; † 19. Januar 1979 in Neuilly-sur-Seine, Île-de-France) war ein französischer Schauspieler.

## Leben
Paul Meurisse wuchs auf Korsika auf und war zunächst Notargehilfe in Aix-en-Provence. Er ging dann nach Paris und tingelte dort als Sänger. 1939 lernte er Édith Piaf kennen, die ihn mit Jean Cocteau zusammenbrachte. Eine größere Rolle bekam er in Montmartre-sur-Seine 1941 mit der Piaf als Hauptdarstellerin. In der Folge entwickelte er sich zu einem bedeutenden Charakterdarsteller der Nachkriegszeit. Zu den Filmklassikern gehören Die Teuflischen und Das Frühstück im Grünen.
In den sechziger Jahren hatte der französische Kriminalfilm auch in Deutschland ein großes Publikum, und Meurisse gehörte zu den Hauptakteuren. Er war nicht der positive Held wie Jean Marais oder der schwarze wie Robert Hossein oder später Alain Delon. Er gab seinen Rollen einen schrägen Touch ohne Stunts und ist in einem Atemzug mit Bernard Blier oder später Pierre Richard zu nennen. Er verkörperte die Figur des Le Monocle in der gleichnamigen Filmreihe.
Paul Meurisse starb mit 67 Jahren in Neuilly-sur-Seine und fand dort auf dem Alten Friedhof auch seine letzte Ruhestätte.

## Filmografie (Auswahl)
- 1946: Zur roten Laterne (Macadam) – Regie: Marcel Blistène
- 1947: SOS – 11 Uhr nachts (La Dame d’onze heure)
- 1954: Die Teuflischen (Les Diaboliques)
- 1957: Polizeiaktion Dynamit (Échec au porteur)
- 1958: Marie-Octobre
- 1959: Das Frühstück im Grünen (Le Déjeuner sur l’herbe)
- 1960: Die Wahrheit (La vérité)
- 1961: Mitternachtsparty (Le Jeu de la vérité) – Regie: Robert Hossein
- 1961: Das schwarze Monokel (Le Monocle noir) – Regie: Georges Lautner
- 1962: Party mit zwölf Pistolen (L’Œil du monocle) – Regie: Georges Lautner
- 1962: Futter für süße Vögel (Du mouron pour les petits oiseaux) – Regie: Marcel Carné
- 1963: Mein Onkel, der Gangster (Les Tontons flingueurs)
- 1964: „Monocle“ blickt voll durch (Le Monocle rit jaune) – Regie: Georges Lautner
- 1964: Sie werden lästig, mein Herr (Le Majordome) – Regie: Jean Delannoy
- 1965: Caroline und die Männer über vierzig (Moi et les hommes de 40 ans)
- 1965: Der Kongreß amüsiert sich
- 1966: Der zweite Atem (Le Deuxième souffle)
- 1969: Armee im Schatten (L’Armée des ombres)
- 1973: Die Gefräßigen (Les voraces)
- 1975: Der Zigeuner (Le Gitan) – Regie: José Giovanni
- 1976: Die Tugend unserer Väter (L’Éducation amoureuse de Valentin)

## Weblinks

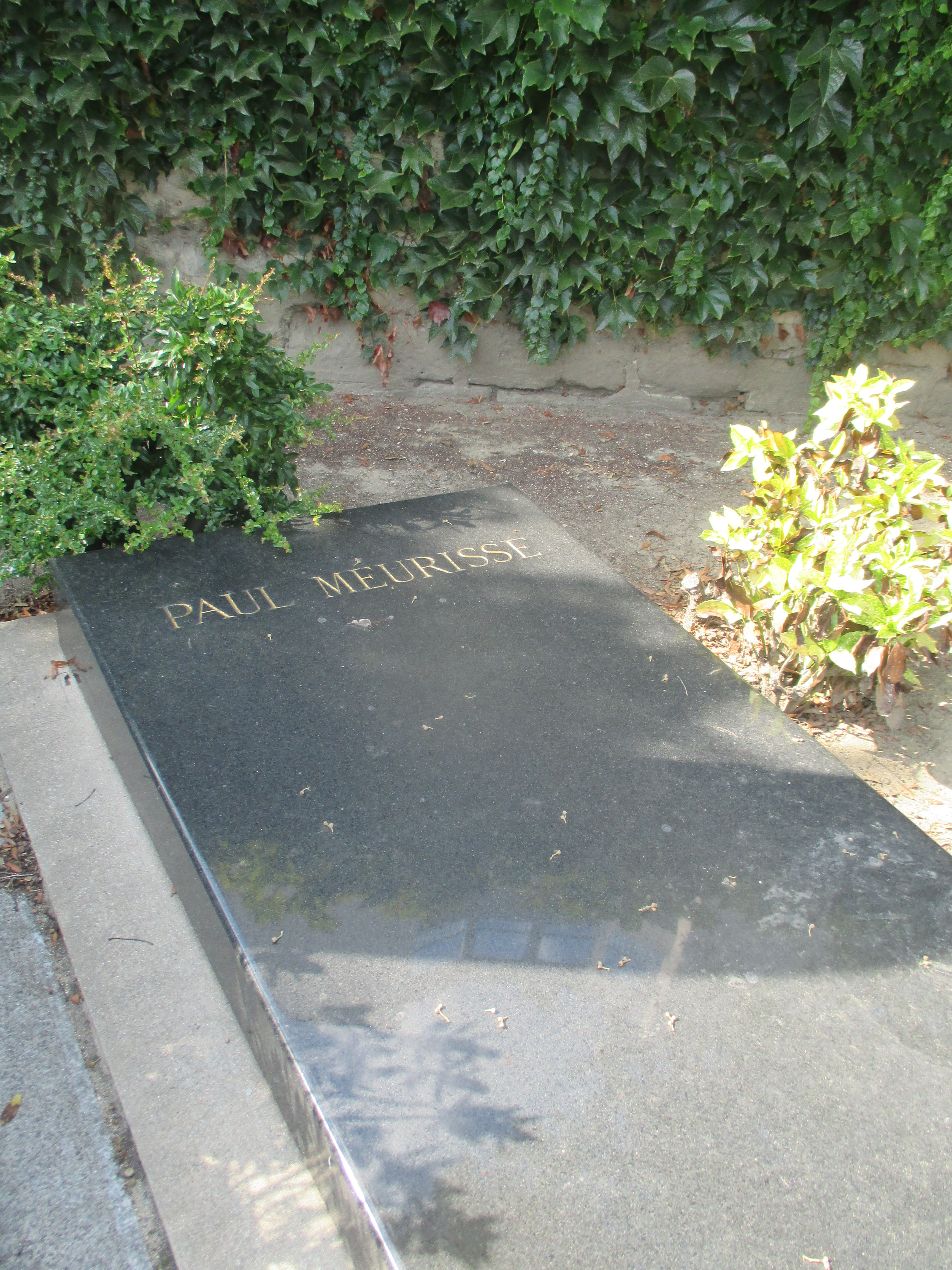
Grab.